# Bromus anomalus
Bromus anomalus är en gräsart som beskrevs av Eugène Pierre Nicolas Fournier. Bromus anomalus ingår i släktet lostor, och familjen gräs. Inga underarter finns listade i Catalogue of Life.

## Bildgalleri

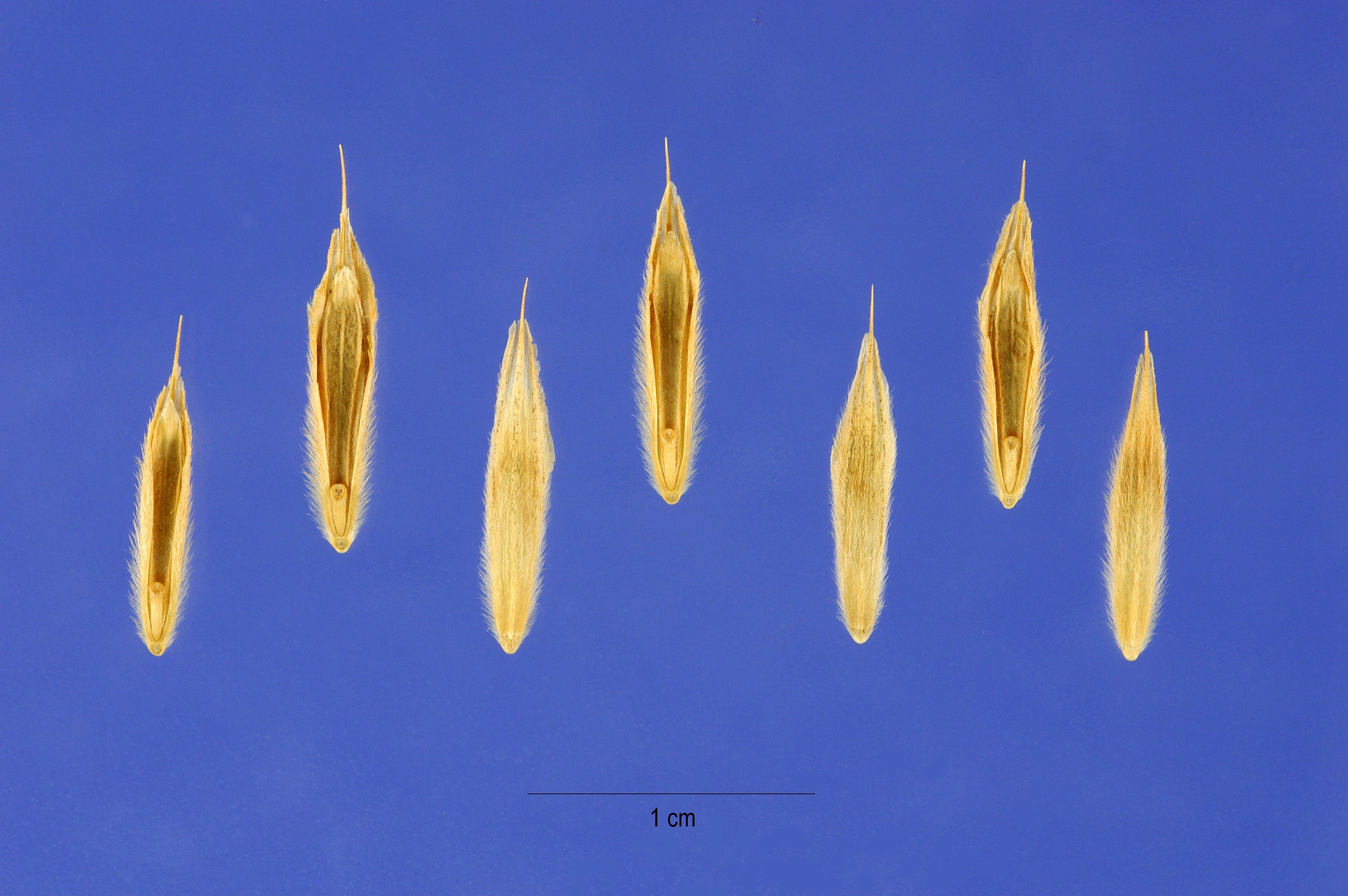